# Ikuko Itō
Ikuko Itō (伊藤郁子?, Itō Ikuko; prefettura di Ibaraki, 1961) è un'illustratrice, animatrice e character designer giapponese nota per il suo tratto riconoscibile e per aver collaborato spesso con il regista Jun'ichi Satō.
Nata nella regione costiera di Ibaraki poco distante da Tokyo, si trasferisce nella capitale dove studia animazione alla Tōkyō designer gakuin, prestigiosa università delle arti a Chiyoda. Seguace dello stile innovativo di Yoshinori Kanada, noto per il suo lavoro nell'ambito degli anime robotici come Zambot 3  e fantascientifici come Galaxy Express 999, si è imposta all'attenzione dei fan dell'animazione giapponese negli anni novanta come animatrice e character designer per le prime quattro serie di Sailor Moon dirette da Jun'ichi Satō e Kunihiko Ikuhara. Dopo aver realizzato con Satō la commedia scolastica Il club della magia! ed il fiabesco Princess Tutu - Magica ballerina (ambiziosa rielaborazione de Il lago dei cigni), dagli anni 2000 ha diminuito l'attività ritagliandosi ruoli tecnici in numerose serie tv.

## Opere

### Animazione
Per ogni opera è indicato fra parentesi "()" la grafia originale del titolo e la sua pronuncia se diversa da quella italiana, dopo il punto e virgola ";" il ruolo tecnico ed artistico ricoperto da Ikuko Itō ed altre note; i ruoli tecnici segnalati sono "animatrice" (animatrice di singole puntate o parti dell'opera), "direttrice dell'animazione" (direttrice dell'animazione di singole puntate o parti dell'opera) e "responsabile dell'animazione" (responsabile dell'animazione dell'intera serie o opera), indicati in grassetto al debutto per la Itō. Le collaborazioni con Jun'ichi Satō sono indicate dal segno rosso ✓ nelle note.

#### Serie tv
- 1982~1984 - Sasuga no sarutobi (さすがの猿飛?); animatrice
- 1983~1984 - Lo strano mondo di Minù (スプーンおばさん?, Spoon obasan); animatrice, primo lavoro della Itō[1]
- 1984 - Sōya monogatari (宗谷物語?); animatrice
- 1985~1987 - Prendi il mondo e vai (タッチ?, Touch); animatrice
- 1987~1989 - Bikkuriman (ビックリマン?); direttrice dell'animazione ✓
- 1990~1991 - Gatapishi (ガタピシ?); direttrice dell'animazione
- 1990~1992 - Magical Talroot-kun (まじかる☆タルるートくん?); direttrice dell'animazione
- 1992~1993 - Sailor Moon (美少女戦士セーラームーン?, Bishōjo senshi Sailor Moon); direttrice dell'animazione ✓
- 1993~1994 - Sailor Moon - La luna splende (美少女戦士セーラームーンR?, Bishōjo senshi Sailor Moon R); direttrice dell'animazione ✓
- 1994~1995 - Sailor Moon e il cristallo del cuore (美少女戦士セーラームーンS?, Bishōjo senshi Sailor Moon S); direttrice dell'animazione, responsabile dell'animazione ✓
- 1995~1996 - Sailor Moon e il mistero dei sogni (美少女戦士セーラームーンSuperS?, Bishōjo senshi Sailor Moon SuperS); character designer, direttrice dell'animazione ✓
- 1998~1999 - Fushigi mahō Fan Fan Pharmacy (ふしぎ魔法ファンファンファーマシィー?); character designer, direttrice dell'animazione
- 1998 - St. Luminous Mission High School (聖ルミナス女学院?, Sento Luminous jogakuin); collaborazione al character design
- 1999 - Il club della magia! (魔法使いTai!?, Mahō tsukai Tai!); character designer, responsabile dell'animazione ✓
- 2002~2003 - Princess Tutu - Magica ballerina (プリンセスチュチュ?, Princess Tutu); character designer, animatrice, direttrice dell'animazione, responsabile dell'animazione ✓
- 2006~2007 - Twin Princess - Principesse gemelle (ふしぎ星の☆ふたご姫 Gyu!?, Fushigiboshi no☆futago hime Gyu!)[2]; animatrice della sigla iniziale ✓
- 2006 - Asatte no hōkō. (あさっての方向。?); character designer, animatrice, direttrice dell'animazione, responsabile dell'animazione
- 2007 - Lovely Complex (ラブ★コン?, Love★Con); animatrice della sigla iniziale
- 2007 - Emma - Una storia romantica (英國戀物語エマ 第二幕?, Eikoku koi monogatari Emma Dai ni maku)[2]; animatrice
- 2007 - Sketchbook ~full color's~ (スケッチブック 〜full color's〜?); animatrice ✓
- 2008 - Aria - The Origination (ARIA The ORIGINATION?); animatrice, direttrice dell'animazione ✓

#### Film
- 1993 - Pretty Soldier Sailor Moon R: The Movie (劇場版 美少女戦士セーラームーンR?, Gekijōhan Bishōjo senshi Sailor Moon R); animatrice
- 1995 - Junkers Come Here (ユンカース・カム・ヒア?); animatrice ✓

#### OAV
- 1996~1997 - Il club della magia! (魔法使いTai!?, Mahō tsukai Tai!); character designer, responsabile dell'animazione ✓

### Fumetti
Ikuko Itō non ha mai disegnato serie a fumetti, ma ha collaborato con Jun'ichi Satō a due serie:
- 1999 - Il club della magia! (魔法使いTai!?, Maho tsukai Tai!); character design, soggetto
- 2003 - Princess Tutu (プリンセスチュチュ?, Purinsesu Chuchu); character design, soggetto